# Hanna Kildani
Hanna Kildani (* 22. ledna 1955, Kerak, Jordánsko) je arabský katolický kněz, který působil v Latinském jeruzalémském patriarchátu jako patriarchální vikář pro Izrael. Na kněze byl vysvěcen v roce 1979 v jeruzalémském patriarchátu.